# SN 2001cd
SN 2001cd – supernowa odkryta 25 marca 2001 roku w galaktyce A154638-0023. W momencie odkrycia miała maksymalną jasność 19,90m.